# Emporium
Emporium (łac. empŏrĭŭm z gr. ἐμπόριον empórion, od ἐμπόρια – towary) – w starożytności plac miejski, na którym składowano i prowadzono handel towarami zamorskimi, zazwyczaj położony w pobliżu portu. Grecy nazywali tak część miasta wydzieloną dla handlu z obcymi. Później na ogół określano tak handlową część miasta związaną z portem.

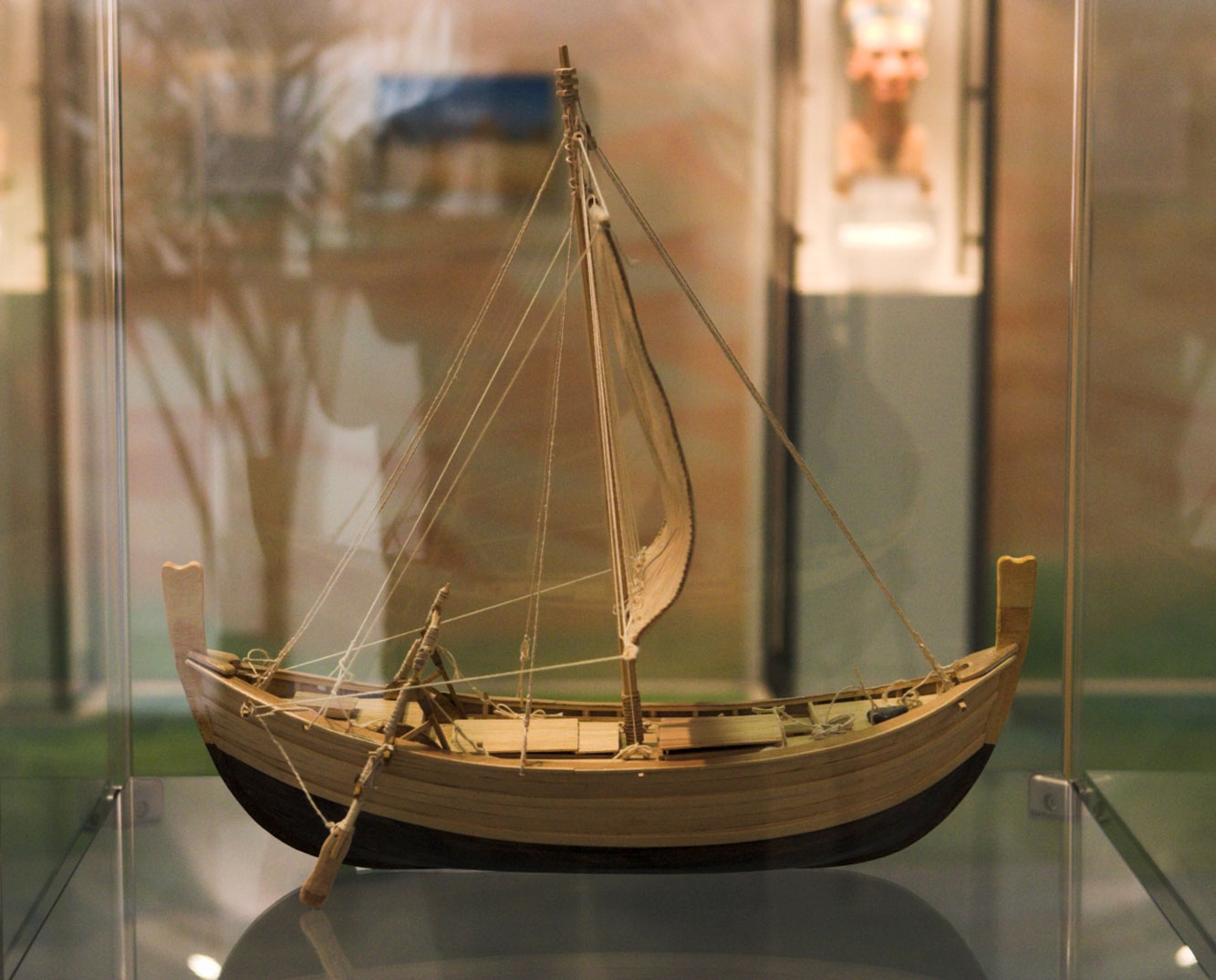
Statek handlowy (rekonstrukcja) z późnej epoki brązu (tzw. wrak z przylądka Uluburun k. Bodrum)

## Powstanie i rozwój emporiów
Początek właściwym emporiom świata greckiego mieli w epoce mykeńskiej dać Achajowie, zakładając śladem żeglarzy kreteńskich osady handlowe na wschodnich wybrzeżach Morza Śródziemnego (m.in. Alalach w Syrii) – od Troady aż po Egipt (z częściowym wyjątkiem Anatolii), w ramach szerokich stosunków handlowych sięgających do Iberii. Poza Alalach Grecy od okresu późnohelladzkiego posiadali bardzo ważną osadę handlową w Al-Mina u ujścia Orontesu – tam znajdowało się ich najdalej wysunięte na południe emporium, skąd szlaki handlowe prowadziły do Mezopotamii i ku zasobnym w metale terytoriom Azji Mniejszej (Urartu). Wspomnianym przez Herodota syryjskim emporium mogło być nie odnalezione dotąd Posideion (Posejdion); osadę o podobnym charakterze umiejscowiono również w Tel Sukas.
Typowym wczesnym emporium była Naukratis założona ok. 610 p.n.e. nad zachodnią odnogą Nilu przez kupców różnego pochodzenia (m.in. małoazjatyckich i z Eginy), rozwijająca się aż do podboju perskiego i stanowiąca zapowiedź hellenistycznej Aleksandrii. Inną placówką z VII stulecia na wybrzeżu północnoafrykańskim była Cyrena, rządzona później przez miejscowy ród Battiadów i wykorzystująca w handlu sprzyjające możliwości hodowlano-rolnicze (eksport sylfionu, koni).
W późniejszej epoce emporia powstawały jako wyraz przewagi celów handlowych nad agrarnymi z pierwszej fazy kolonizacji, wywołanej tzw. głodem ziemi (stenochoria). Ważnym obszarem działania stały się wtedy wybrzeża nadczarnomorskie oraz pobrzeża Galii i Iberii, a greckie placówki handlowe stały się najwcześniejszymi poprzednikami nowożytnych morskich faktorii handlowych (port of trade).

## Status

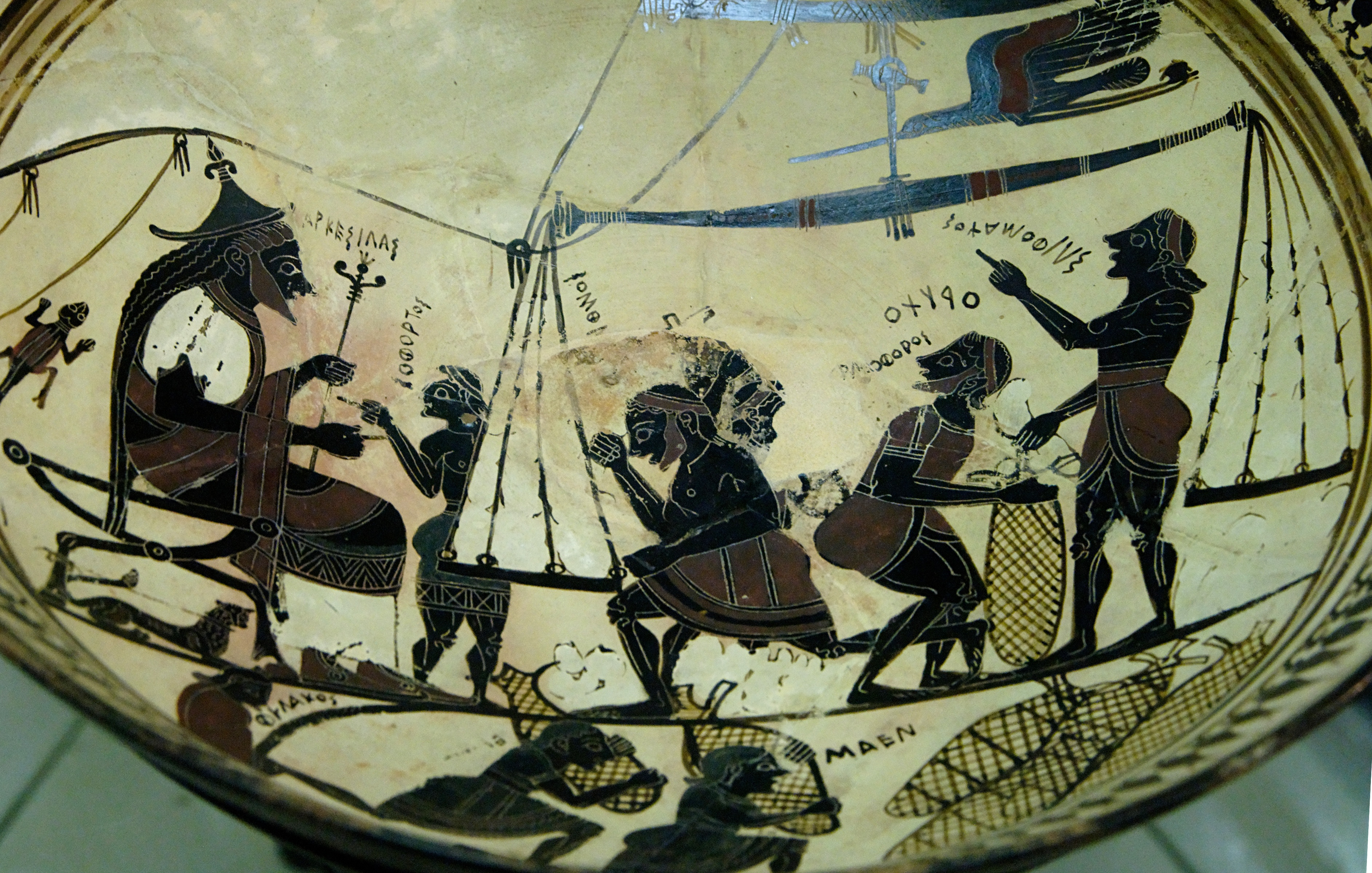
Scena z emporium: przygotowanie towaru do transportu (z tzw. czary Arkesilasa z Cyreny, poł. VI w. p.n.e.)

Herodot uznawał emporium za miejsce wydzielone koło polis, najczęściej na obszarze przymorza. Powstające na terytoriach zamieszkiwanych przez ludność niegrecką, emporia różniły się od gmin etnicznych, czyli kolonii (apoikia) tym, iż nie mogły mieć statusu suwerennej polis. Zakładane jako typowe placówki handlowe w Iberii lub nad Morzem Czarnym, nie przekształciły się nigdy w prawdziwe greckie gminy.
Osadom takim zakładanym często przypadkowo przez samoistne grupy kupców brakowało oficjalnego aktu założycielskiego wraz z publiczną ceremonią, podczas gdy apoikia (dosłownie „osada z dala od domu”) fundowana była w z góry określonym czasie przez konkretne miasta albo grupy osadników pod przywództwem tzw. ojkisty (οἰκιστής). Uzależnione od stosunku tubylców, sytuowano je zwykle na obrzeżach rozwiniętych cywilizacji, jak np. na wybrzeżu lewantyńskim, egipskim czy etruskim.
Pierwotnie liczne emporia położone były poza miejskimi murami (np. Anthedon, eubejskie Chalkida i Eretria, Larymna, Milet, Tanais, Tasos). Od końca VI–V wieku p.n.e., wraz z powstaniem portów zamkniętych (λιμήν κλειστός), z wolna przekształacały się w handlową strefę wydzieloną w obrębie murów miejskich (m.in. Olbia, Aleksandria, Kartagina, Dikajarchia-Puteoli, Pireus).
W Atenach wyróżniano dwa rodzaje emporiów – dla cudzoziemców i tubylców, pozostające pod nadzorem epimeletów.

## Najważniejsze emporia

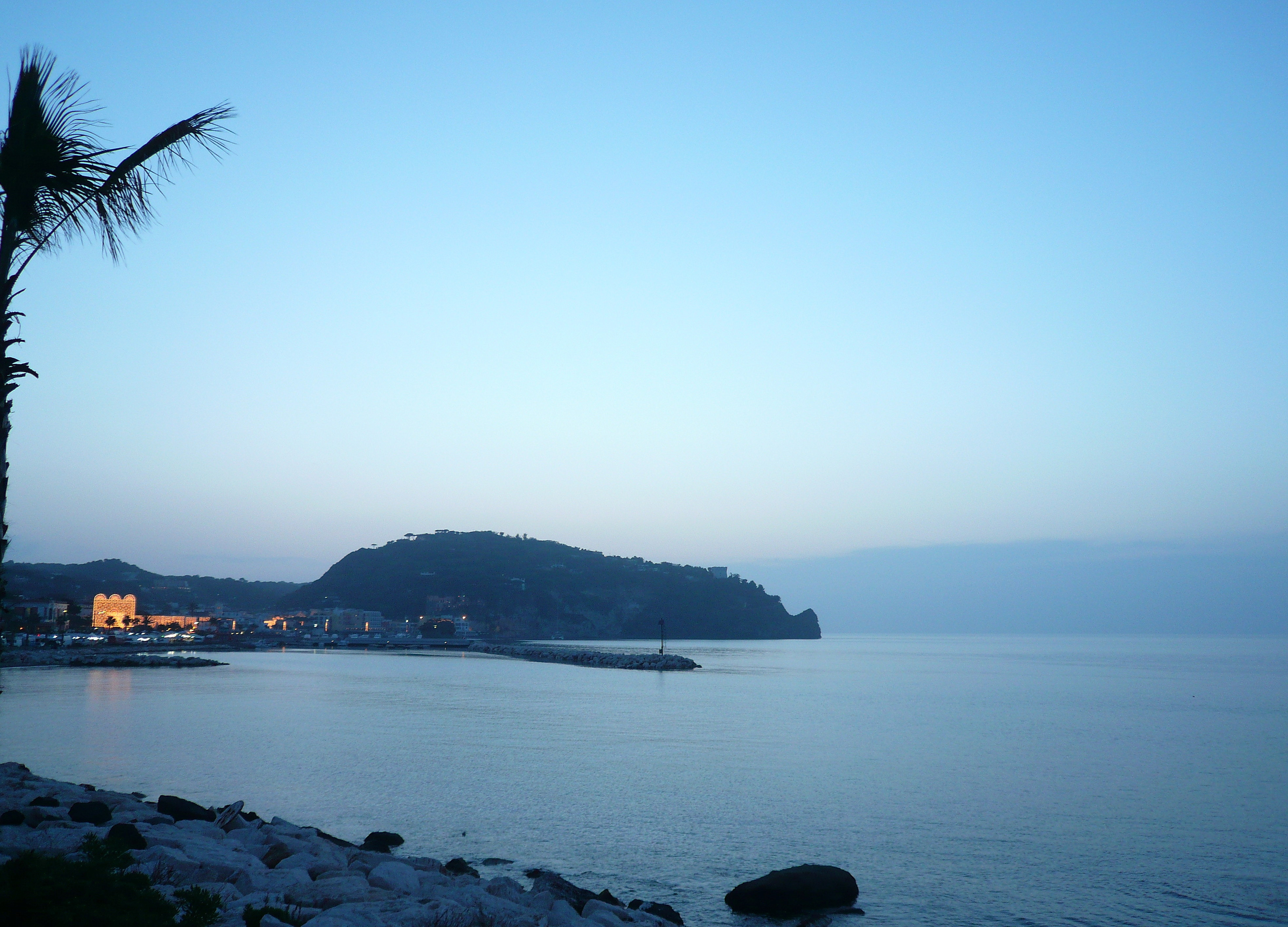
Przylądek Monte Vico – miejsce pierwszej placówki handlowej Greków na Ischii

Oprócz syryjskiej Al-Miny i egipskiej Naukratis, do najstarszych i najbardziej liczących się w świecie śródziemnomorskim emporiów należały ważne dla handlu mykeńsko-cypryjskiego sycylijskie Tapsos, północnoitalska Spina i założone ok. 775 p.n.e. Pitekuzy (Pithekussai) na Ischii, które wkrótce na lądzie stałym dały początek kolonii Kume; poza tym libijska Cyrena, dla handlu minojskiego prawdopodobnie też Troja.
Uwagę Greków wcześnie przyciągały wybrzeża anatolijskie i obszar czarnomorski, stwarzające dostęp do krain zasobnych w rudy metali. Do kolonii powstałych najprawdopodobniej z emporiów należały w VIII w. p.n.e. Synopa, Trapezunt i Amisos. Szczególnie doniosłą rolę w zakładaniu na pobrzeżach Morza Czarnego licznych osad będących początkowo placówkami handlowymi, odegrał joński Milet. Na północy, gdzie istotną rolę odgrywała wymiana handlowa ze Scytami oraz obrót płodami rolnymi i rybami, spośród emporiów skupionych przy limanie Bohu i Dniepru na dominujące polis wyrosła Olbia, na wysuniętej wschodniej rubieży nad Donem – Tanais. Osady handlowe tego rodzaju istniały też przypuszczalnie w Kolchidzie, np. Fasis, Dioskuria.
W basenie zachodniośródziemnomorskim za najstarszą (775 p.n.e.) i przez długi czas najodleglejszą placówkę uchodziły Pitekuzy, założone w Zatoce Neapolitańskiej przez eubejskich kupców z Chalkis i Eretrii na nieuprawnej wysepce z aż dwoma naturalnymi portami. Szybki rozrost i przeludnienie pierwotnej osady spowodowały już ok. 750 p.n.e. częściową migrację na ląd stały i założenie Kume. Na obszarze Etrurii, poza północnoitalskimi Spiną (założoną ok. 520 p.n.e.) i Adrią w rejonie ujścia Padu, najbardziej liczącym się było emporium usytuowane koło świątyni Hery w Gravisca będącym wtedy portem Tarkwinii.
W dalszej zachodniej części Śródziemnomorza obok założonej ok. 600 p.n.e. Massalii powstała korsykańska Alalia, a na Półwyspie Iberyjskim – Emporion. Dla handlu marsylskich Greków wprawdzie najistotniejsze były emporia na wybrzeżu prowansalskim zasiedlanym przez Celto-Ligurów, ale najdynamiczniejszy rozwój cechował Emporion, który z wyspowej placówki szybko przekształcił się w miasto-kolonię (Neapolis) na stałym lądzie.

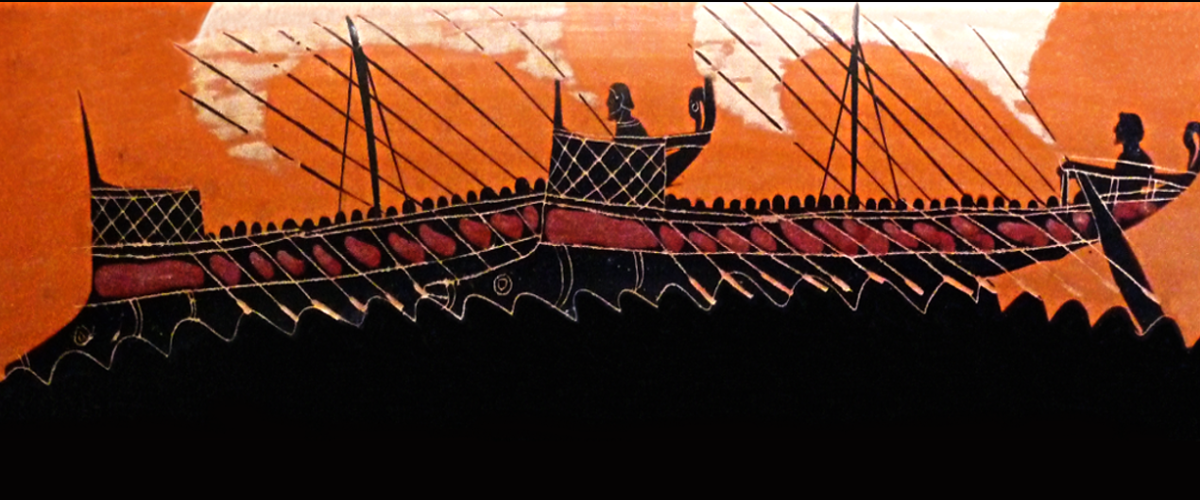
Greckie okręty (wyobrażenie na ceramice z VI w. p.n.e.)

W epoce klasycznej najbardziej znane poza Koryntem emporion Hellady znajdowało się w ateńskim Pireusie, gdzie obok przystani dla statków handlowych mieściły się magazyny oraz targowisko. W Rzymie powstałe w 192 p.n.e. emporium znajdowało się nad brzegiem Tybru u podnóży wzgórza Awentyńskiego.
Epoka hellenistyczna kolejny silny impuls sprzyjający tworzeniu emporiów zawdzięcza rozwiniętej gospodarce ptolemejskiego Egiptu. Aktywność jego królów wynikała z faktu, że w istocie każdy władca z hellenistycznych dynastii był zarazem wielkim kupcem. Do handlu z południem (głównie kością słoniową i żywymi słoniami) Ptolemeusze założyli nad Morzem Czerwonym Myos Hormos (Port Muszli) w Koseir, Berenike Trogodycką i Ptolemais Łowów koło Suakin; w Etiopii powstały emporia Złota Berenike i Koloe, a południowa Arsinoe koło cieśniny Bab al-Mandab. Dzięki tym placówkom nawiązany został ostatecznie morski handel z Indiami, a niektóre z osad będących ufortyfikowanymi stacjami handlowymi przekształciły się w miasta.
W czasach rzymskich określenie to spotykane jest m.in. u Plautusa (Amfitrion 1012) i Liwiusza (Ab Urbe condita XXI, 57). Wiadomo, że emporium istniało np. w Pompejach, gdzie sprzyjały temu warunki geograficzne; według Strabona (Geographia V 4, 8) był to ośrodek handlowy służący za rynek zbytu dla trzech miast śródlądowych (Noli, Nucerii i Acerry) oraz potwierdzający znaczenie rzeki Sarnus w wywozie i przywozie. Eksportowano produkty rolnictwa, podczas gdy wytwory krain zamorskich docierały aż do pompejańskiego portu (Sarnus Pompeianus).
Dopiero jednak w epoce rozwiniętego handlu rzymskiego od czasów Augusta następuje niezwykły wzrost liczby emporiów powstających w kierunku wschodnim: od Myos Hormos nad Morzem Czerwonym, niezidentyfikowanych wschodnioafrykańskich faktorii handlowych i powiązanego z nabatejską Petrą Leuke Kome („Białe Miasto”) oraz cieśninowego Ocelis, przez adeński Eudaemon i oceaniczną wyspę Dioskoridis aż po osady Moscha i Apologos oraz wybrzeża Indii i Cejlonu. Podstawowe źródło wiadomości stanowi tu kupiecki przewodnik Periplus Morza Erytrejskiego, który wymienia i dalej jeszcze położone osady handlowe, jak Minnagara, Barygaza, Kalliena, Muzarys i Nelcynda na zachodnich pobrzeżach ówczesnych Indii, ale też na wschodnich (Kolchoi, Chaberis, Poduke, Sopatma i Masalia). W tym czasie również Ptolemeusz wylicza w swej Geografii 16 takich nadmorskich emporiów tylko na wybrzeżach Indii i Cejlonu.